# Marcel Augusto Ortolan
Marcel Augusto Ortolan (Mirassol, 12 november 1981), ook wel kortweg Marcel genoemd, is een Braziliaans voetballer.